# Lista över skådespelare i filmserien om Batman
Följande är en lista över skådespelare som har lånat ut sin röst eller spelat rollfigurer som medverkar i Batman-filmerna. Listan är sorterad efter film och rollfigurer, eftersom en del roller har spelats av flera skådespelare.

## Filmserierna
| Rollfigur           | Film                | Film             |
| Rollfigur           | Batman              | Batman and Robin |
| ROLLISTA            | ROLLISTA            | ROLLISTA         |
| ------------------- | ------------------- | ---------------- |
| Bruce Wayne/ Batman | Lewis Wilson        | Robert Lowery    |
| Alfred              | William Austin      | Eric Wilton      |
| Jim Gordon          |                     | Lyle Talbot      |
| Dick Grayson/ Robin | Douglas Croft       | Johnny Duncan    |
| Vicki Vale          |                     | Jane Adams       |
| Linda Page          | Shirley Patterson   |                  |
| Dr. Daka            | J. Carrol Naish (x) |                  |

## Långfilmerna

### Filmserierna
| Rollfigur                 | Film               | Film                                 | Film                                 | Film                                 | Film                                 | Film                                  | Film                                 | Film                                           | Film                | Film             |
| Rollfigur                 | Batman             | Burton/Schumacher-serien (1989–1997) | Burton/Schumacher-serien (1989–1997) | Burton/Schumacher-serien (1989–1997) | Burton/Schumacher-serien (1989–1997) | Christopher Nolan-serien (2005–2012)  | Christopher Nolan-serien (2005–2012) | Christopher Nolan-serien (2005–2012)           | Joker               | The Batman       |
| Rollfigur                 | Batman             | Batman                               | Batman – Återkomsten                 | Batman Forever                       | Batman & Robin                       | Batman Begins                         | The Dark Knight                      | The Dark Knight Rises                          | Joker               | The Batman       |
| ------------------------- | ------------------ | ------------------------------------ | ------------------------------------ | ------------------------------------ | ------------------------------------ | ------------------------------------- | ------------------------------------ | ---------------------------------------------- | ------------------- | ---------------- |
| Rollfigur                 | 1966               | 1989                                 | 1991                                 | 1995                                 | 1997                                 | 2005                                  | 2008                                 | 2012                                           | 2019                | 2021             |
| ROLLISTA                  |                    |                                      |                                      |                                      |                                      |                                       |                                      |                                                |                     |                  |
| Bruce Wayne/ Batman       | Adam West          | Michael Keaton                       | Michael Keaton                       | Val Kilmer                           | George Clooney                       | Christian Bale                        | Christian Bale                       | Christian Bale                                 | Dante Pereira-Olson | Robert Pattinson |
| Bruce Wayne/ Batman       | Adam West          | Charles Roskilly (y)                 | Michael Keaton                       | Ramsey Ellis (y)                     | Eric Lloyd (y)                       | Gus Lewis (y)                         | Christian Bale                       | Gus Lewis (a) (y)                              | Dante Pereira-Olson | Robert Pattinson |
| Alfred Pennyworth         | Alan Napier        | Michael Gough                        | Michael Gough                        | Michael Gough                        | Michael Gough                        | Michael Caine                         | Michael Caine                        | Michael Caine                                  | Douglas Hodge       | Andy Serkis      |
| Alfred Pennyworth         | Alan Napier        | Michael Gough                        | Michael Gough                        | Michael Gough                        | Jon Simmons (y)                      | Michael Caine                         | Michael Caine                        | Michael Caine                                  | Douglas Hodge       | Andy Serkis      |
| Jim Gordon                | Neil Hamilton      | Pat Hingle                           | Pat Hingle                           | Pat Hingle                           | Pat Hingle                           | Gary Oldman                           | Gary Oldman                          | Gary Oldman                                    |                     | Jeffrey Wright   |
| Dick Grayson/ Robin       | Burt Ward          |                                      |                                      | Chris O'Donnell                      | Chris O'Donnell                      |                                       |                                      |                                                |                     |                  |
| Jokern                    | Cesar Romero       | Jack Nicholson                       |                                      | David U. Hodges                      |                                      |                                       | Heath Ledger                         |                                                | Joaquin Phoenix     |                  |
| Jokern                    | Cesar Romero       | Hugo E. Blick (y)                    |                                      | David U. Hodges                      |                                      |                                       | Heath Ledger                         |                                                | Joaquin Phoenix     |                  |
| Pingvinen                 | Burgess Meredith   |                                      | Danny DeVito                         |                                      |                                      |                                       |                                      |                                                |                     | Colin Farrell    |
| Catwoman                  | Lee Meriwether     |                                      | Michelle Pfeiffer                    |                                      |                                      |                                       |                                      | Anne Hathaway                                  |                     | Zoe Kravitz      |
| Gåtan                     | Frank Gorshin      |                                      |                                      | Jim Carrey                           |                                      |                                       |                                      |                                                |                     | Paul Dano        |
| Harvey Dent/ Two-Face     |                    | Billy Dee Williams                   |                                      | Tommy Lee Jones                      |                                      |                                       | Aaron Eckhart                        | Aaron Eckhart (a)                              |                     |                  |
| Mr. Freeze                |                    |                                      |                                      |                                      | Arnold Schwarzenegger                |                                       |                                      |                                                |                     |                  |
| Poison Ivy                |                    |                                      |                                      |                                      | Uma Thurman                          |                                       |                                      |                                                |                     |                  |
| Bane                      |                    |                                      |                                      |                                      | Robert Swenson                       |                                       |                                      | Tom Hardy                                      |                     |                  |
| Ra's al Ghul              |                    |                                      |                                      |                                      |                                      | Liam Neeson / Ken Watanabe (lockbete) |                                      | Liam Neeson Josh Pence (y)                     |                     |                  |
| Talia al Ghul             |                    |                                      |                                      |                                      |                                      |                                       |                                      | Marion Cotillard Joey King (y) Harry Coles (y) |                     |                  |
| Fågelskrämman             |                    |                                      |                                      |                                      |                                      | Cillian Murphy                        | Cillian Murphy                       | Cillian Murphy                                 |                     |                  |
| Joe Chill                 |                    |                                      |                                      |                                      |                                      | Richard Brake                         |                                      |                                                |                     |                  |
| Carmine Falcone           |                    |                                      |                                      |                                      |                                      | Tom Wilkinson                         |                                      |                                                |                     |                  |
| Sal Maroni                |                    |                                      |                                      | Dennis Paladino                      |                                      |                                       | Eric Roberts                         |                                                |                     |                  |
| Thomas Wayne              |                    | David Baxt (y)                       |                                      | Michael Scranton (y)                 |                                      | Linus Roache (y)                      |                                      | Linus Roache (a)                               |                     |                  |
| Martha Wayne              |                    | Sharon Holm (y)                      |                                      | Eileen Seeley (y)                    |                                      | Sara Stewart (y)                      |                                      |                                                |                     |                  |
| Vicki Vale                |                    | Kim Basinger                         |                                      |                                      |                                      |                                       |                                      |                                                |                     |                  |
| Dr. Jason Woodrue         |                    |                                      |                                      |                                      | John Glover                          |                                       |                                      |                                                |                     |                  |
| Julie Madison             |                    |                                      |                                      |                                      | Elle Macpherson                      |                                       |                                      |                                                |                     |                  |
| Detective Flass           |                    |                                      |                                      |                                      |                                      | Mark Boone Junior                     |                                      |                                                |                     |                  |
| Kommissarie Loeb          |                    |                                      |                                      |                                      |                                      | Colin McFarlane                       | Colin McFarlane                      |                                                |                     |                  |
| Lucius Fox                |                    |                                      |                                      |                                      |                                      | Morgan Freeman                        | Morgan Freeman                       | Morgan Freeman                                 |                     |                  |
| Jen                       |                    |                                      |                                      |                                      |                                      |                                       |                                      | Juno Temple                                    |                     |                  |
| John Daggett              |                    |                                      |                                      |                                      |                                      |                                       |                                      | Ben Mendelsohn                                 |                     |                  |
| Chief O'Hara              | Stafford Repp      |                                      |                                      |                                      |                                      |                                       |                                      |                                                |                     |                  |
| Faster Harriet            | Madge Blake        |                                      |                                      |                                      |                                      |                                       |                                      |                                                |                     |                  |
| Victor Zsasz              |                    |                                      |                                      |                                      |                                      | Tim Booth                             |                                      |                                                |                     |                  |
| Commodore Schmidlapp      | Reginald Denny (x) |                                      |                                      |                                      |                                      |                                       |                                      |                                                |                     |                  |
| Viceamiral Fangschleister | Milton Frome (x)   |                                      |                                      |                                      |                                      |                                       |                                      |                                                |                     |                  |
| Bluebeard                 | Gil Perkins (x)    |                                      |                                      |                                      |                                      |                                       |                                      |                                                |                     |                  |
| Morgan                    | Dick Crockett (x)  |                                      |                                      |                                      |                                      |                                       |                                      |                                                |                     |                  |
| Quetch                    | George Sawaya (x)  |                                      |                                      |                                      |                                      |                                       |                                      |                                                |                     |                  |
| Berättare                 | William Dozier (x) |                                      |                                      |                                      |                                      |                                       |                                      |                                                |                     |                  |
| Alexander Knox            |                    | Robert Wuhl (x)                      |                                      |                                      |                                      |                                       |                                      |                                                |                     |                  |
| Carl Grissom              |                    | Jack Palance (x)                     |                                      |                                      |                                      |                                       |                                      |                                                |                     |                  |
| Bob the Goon              |                    | Tracey Walter (x)                    |                                      |                                      |                                      |                                       |                                      |                                                |                     |                  |
| Löjtnant Eckhardt         |                    | William Hootkins (x)                 |                                      |                                      |                                      |                                       |                                      |                                                |                     |                  |
| Borgmästaren              |                    | Lee Wallace (z)                      | Michael Murphy (z)                   | George Wallace (z)                   |                                      |                                       | Nestor Carbonell                     | Nestor Carbonell                               |                     |                  |
| Max Shreck                |                    |                                      | Christopher Walken (x)               |                                      |                                      |                                       |                                      |                                                |                     |                  |
| Charles "Chip" Shreck     |                    |                                      | Andrew Bryniarski (x)                |                                      |                                      |                                       |                                      |                                                |                     |                  |
| Organ Grinder             |                    |                                      | Vincent Schiavelli (x)               |                                      |                                      |                                       |                                      |                                                |                     |                  |
| Ice Princess              |                    |                                      | Cristi Conaway (x)                   |                                      |                                      |                                       |                                      |                                                |                     |                  |
| Dr. Chase Meridian        |                    |                                      |                                      | Nicole Kidman (x)                    |                                      |                                       |                                      |                                                |                     |                  |
| Sugar                     |                    |                                      |                                      | Drew Barrymore (x)                   |                                      |                                       |                                      |                                                |                     |                  |
| Spice                     |                    |                                      |                                      | Debi Mazar (x)                       |                                      |                                       |                                      |                                                |                     |                  |
| Barbara Wilson/ Batgirl   |                    |                                      |                                      |                                      | Alicia Silverstone                   |                                       |                                      |                                                |                     |                  |
| William Earle             |                    |                                      |                                      |                                      |                                      | Rutger Hauer (x)                      |                                      |                                                |                     |                  |
| Rachel Dawes              |                    |                                      |                                      |                                      |                                      | Katie Holmes (x) Emma Lockhart (y)    | Maggie Gyllenhaal (x)                | Maggie Gyllenhaal (a) (x)                      |                     |                  |
| Gambol                    |                    |                                      |                                      |                                      |                                      |                                       | Michael Jai White (x)                |                                                |                     |                  |
| Detective Stephens        |                    |                                      |                                      |                                      |                                      |                                       | Keith Szarabajka (x)                 |                                                |                     |                  |
| Detective Ramirez         |                    |                                      |                                      |                                      |                                      |                                       | Monique Curnen (x)                   |                                                |                     |                  |
| Detective Wuertz          |                    |                                      |                                      |                                      |                                      |                                       | Ron Dean (x)                         |                                                |                     |                  |
| John Blake                |                    |                                      |                                      |                                      |                                      |                                       |                                      | Joseph Gordon-Levitt (x)                       |                     |                  |

### DC Extended Universe
| Rollfigur                                  | Film                               | Film                              | Film                              | Film                              | Film                              |
| Rollfigur                                  | DC Extended Universe (2013–nutid)  | DC Extended Universe (2013–nutid) | DC Extended Universe (2013–nutid) | DC Extended Universe (2013–nutid) | DC Extended Universe (2013–nutid) |
| Rollfigur                                  | Batman v Superman: Dawn of Justice | Suicide Squad                     | Justice League                    | Zack Snyder's Justice League      | The Flash                         |
| ------------------------------------------ | ---------------------------------- | --------------------------------- | --------------------------------- | --------------------------------- | --------------------------------- |
| Rollfigur                                  | 2016                               | 2016                              | 2017                              | 2021                              | 2022                              |
| ROLLISTA                                   |                                    |                                   |                                   |                                   |                                   |
| Bruce Wayne Batman                         | Ben Affleck                        | Ben Affleck                       | Ben Affleck                       | Ben Affleck                       | Ben Affleck                       |
| Bruce Wayne Batman                         | Brandon Spink (y)                  | Ben Affleck                       | Ben Affleck                       | Ben Affleck                       | Michael Keaton                    |
| Alfred Pennyworth                          | Jeremy Irons                       |                                   | Jeremy Irons                      | Jeremy Irons                      |                                   |
| Clark Kent Superman                        | Henry Cavill                       |                                   | Henry Cavill                      | Henry Cavill                      |                                   |
| Lois Lane                                  | Amy Adams                          |                                   | Amy Adams                         | Amy Adams                         |                                   |
| Lex Luthor                                 | Jesse Eisenberg                    |                                   | Jesse Eisenberg                   | Jesse Eisenberg                   |                                   |
| Diana Prince Wonder Woman                  | Gal Gadot                          |                                   | Gal Gadot                         | Gal Gadot                         |                                   |
| Martha Kent                                | Diane Lane                         |                                   | Diane Lane                        | Diane Lane                        |                                   |
| Barry Allen The Flash                      | Ezra Miller                        | Ezra Miller (c)                   | Ezra Miller                       | Ezra Miller                       | Ezra Miller                       |
| Arthur Curry Aquaman                       | Jason Momoa (c)                    | Jason Momoa (f)                   | Jason Momoa                       | Jason Momoa                       |                                   |
| Victor Stone Cyborg                        | Ray Fisher (c)                     |                                   | Ray Fisher                        | Ray Fisher                        | Ray Fisher                        |
| Silas Stone                                | Joe Morton (c)                     |                                   | Joe Morton                        | Joe Morton                        |                                   |
| June Finch                                 | Holly Hunter (x)                   |                                   |                                   |                                   |                                   |
| Mercy Graves                               | Tao Okamoto                        |                                   |                                   |                                   |                                   |
| Calvin Swanwick                            | Harry Lennix                       |                                   |                                   |                                   |                                   |
| Wallace Keefe                              | Scoot McNairy (x)                  |                                   |                                   |                                   |                                   |
| Anatoli Knyazev                            | Callan Mulvey                      |                                   |                                   |                                   |                                   |
| Perry White                                | Laurence Fishburne                 |                                   |                                   |                                   |                                   |
| Steppenwolf                                | Datorgenererad rollfigur           |                                   | Ciarán Hinds                      | Ciarán Hinds                      |                                   |
| Jokern                                     |                                    | Jared Leto                        |                                   | Jared Leto                        |                                   |
| Harleen Quinzel Harley Quinn               |                                    | Margot Robbie                     |                                   |                                   |                                   |
| Floyd Lawton Deadshot                      |                                    | Will Smith                        |                                   |                                   |                                   |
| George "Digger" Harkness Captain Boomerang |                                    | Jai Courtney                      |                                   |                                   |                                   |
| Chato Santana El Diablo                    |                                    | Jay Hernandez                     |                                   |                                   |                                   |
| Waylon Jones Killer Croc                   |                                    | Adewale Akinnuoye-Agbaje          |                                   |                                   |                                   |
| Rick Flag                                  |                                    | Joel Kinnaman                     |                                   |                                   |                                   |
| Amanda Waller                              |                                    | Viola Davis                       |                                   |                                   |                                   |
| Dr. June Moone Enchantress                 |                                    | Cara Delevingne                   |                                   |                                   |                                   |
| James Gordon                               |                                    |                                   | J. K. Simmons                     |                                   |                                   |
| Mera                                       |                                    |                                   | Amber Heard                       | Amber Heard                       |                                   |

## Animerade filmer

### DC Animated Universe
| Rollfigur                       | Film                           | Film                              | Film                               | Film                             | Film                     | Film                              |
| Rollfigur                       | Batman möter mörkrets härskare | Batman & Mr. Freeze i minusgrader | Batman Beyond: Return of the Joker | Batman: Mystery of the Batwoman  | Batman and Harley Quinn  | Justice League vs. the Fatal Five |
| ------------------------------- | ------------------------------ | --------------------------------- | ---------------------------------- | -------------------------------- | ------------------------ | --------------------------------- |
| Rollfigur                       | 1993                           | 1998                              | 2000                               | 2003                             | 2017                     | 2019                              |
| ROLLISTA                        |                                |                                   |                                    |                                  |                          |                                   |
| Bruce Wayne Batman              | Kevin Conroy                   | Kevin Conroy                      | Kevin Conroy                       | Kevin Conroy                     | Kevin Conroy             | Kevin Conroy                      |
| Alfred Pennyworth               | Efrem Zimbalist Jr.            | Efrem Zimbalist Jr.               |                                    | Efrem Zimbalist Jr.              |                          |                                   |
| James Gordon                    | Bob Hastings                   | Bob Hastings                      |                                    | Bob Hastings                     |                          |                                   |
| Joker                           | Mark Hamill                    |                                   | Mark Hamill                        |                                  |                          |                                   |
| Harvey Bullock                  | Robert Costanzo                | Robert Costanzo                   |                                    | Robert Costanzo                  |                          |                                   |
| Andrea Beaumont Phantasm        | Dana Delany (x)Stacy Keach     |                                   |                                    |                                  |                          |                                   |
| Arthur Reeves                   | Hart Bochner (x)               |                                   |                                    |                                  |                          |                                   |
| Carl Beaumont                   | Stacy Keach (x)                |                                   |                                    |                                  |                          |                                   |
| Salvatore Valestra              | Abe Vigoda (x)                 |                                   |                                    |                                  |                          |                                   |
| Charles "Chuckie" Sol           | Dick Miller (x)                |                                   |                                    |                                  |                          |                                   |
| Buzz Bronski                    | John P. Ryan (x)               |                                   |                                    |                                  |                          |                                   |
| Dick Grayson Robin / Nightwing  |                                | Loren Lester                      |                                    |                                  | Loren Lester             |                                   |
| Barbara Gordon Batgirl          |                                | Mary Kay Bergman                  | Angie HarmonTara Strong (y)        | Tara Strong                      |                          |                                   |
| Victor Fries Mister Freeze      |                                | Michael Ansara                    |                                    |                                  |                          |                                   |
| Summer Gleeson                  |                                | Mari Devon                        |                                    |                                  |                          |                                   |
| Renee Montoya                   |                                | Liane Schirmer                    |                                    |                                  |                          |                                   |
| Koonak                          |                                | Rahi Azizi (x)                    |                                    |                                  |                          |                                   |
| Dr. Gregory Belson              |                                | George Dzundza (x)                |                                    |                                  |                          |                                   |
| Veronica Vreeland               |                                | Marilu Henner (x)                 |                                    |                                  |                          |                                   |
| Dean Arbagast                   |                                | Dean Jones (x)                    |                                    |                                  |                          |                                   |
| Hotchka and Shaka               |                                | Frank Welker (x)                  |                                    |                                  |                          |                                   |
| Terry McGinnis Batman           |                                |                                   | Will Friedle                       |                                  |                          |                                   |
| Tim Drake Robin                 |                                |                                   | Dean StockwellMathew Valencia (y)  | Eli Marienthal                   |                          |                                   |
| Harleen Quinzel Harley Quinn    |                                |                                   | Arleen Sorkin                      |                                  | Melissa Rauch            | Tara Strong                       |
| Ace the Bat-Hound               |                                |                                   | Frank Welker                       |                                  |                          |                                   |
| Jordan Pryce                    |                                |                                   | Mark Hamill (x)                    |                                  |                          |                                   |
| Delia and Deidre Dennis Dee Dee |                                |                                   | Melissa Joan Hart (x)              |                                  |                          |                                   |
| Stewart Winthrop III Ghoul      |                                |                                   | Michael Rosenbaum (x)              |                                  |                          |                                   |
| Charles Buntz Chucko            |                                |                                   | Donald Patrick Harvey (x)          |                                  |                          |                                   |
| Benjamin Knox Bonk              |                                |                                   | Henry Rollins (x)                  |                                  |                          |                                   |
| Woof the Hyena-Man              |                                |                                   | Frank Welker (x)                   |                                  |                          |                                   |
| Sonia Alcana Batwoman           |                                |                                   |                                    | Elisa Gabrielli (x)Kyra Sedgwick |                          |                                   |
| Roxanne Ballantine Batwoman     |                                |                                   |                                    | Kelly Ripa (x)Kyra Sedgwick      |                          |                                   |
| Kathy Duquesne Batwoman         |                                |                                   |                                    | Kimberly Brooks (x)Kyra Sedgwick |                          |                                   |
| Oswald Cobblepot Penguin        |                                |                                   |                                    | David Ogden Stiers               |                          |                                   |
| Rupert Thorne                   |                                |                                   |                                    | John Vernon                      |                          |                                   |
| Carlton Duquesne                |                                |                                   |                                    | Kevin Michael Richardson (x)     |                          |                                   |
| Bane                            |                                |                                   |                                    | Héctor Elizondo                  |                          |                                   |
| Kevin                           |                                |                                   |                                    | Tim Dang (x)                     |                          |                                   |
| Cyndi Almouzni                  |                                |                                   |                                    | herself                          |                          |                                   |
| Pamela Isley Poison Ivy         |                                |                                   |                                    |                                  | Paget Brewster           | Tara Strong                       |
| Jason Woodrue Floronic Man      |                                |                                   |                                    |                                  | Kevin Michael Richardson |                                   |
| Alec Holland Swamp Thing        |                                |                                   |                                    |                                  | John DiMaggio            |                                   |
| Sarge Steel                     |                                |                                   |                                    |                                  | John DiMaggio            |                                   |
| Wesley                          |                                |                                   |                                    |                                  | Eric Bauza (x)           |                                   |
| Charles "Rhino" Daily           |                                |                                   |                                    |                                  | Robin Atkin Downes (x)   |                                   |
| Bobby Liebowitz                 |                                |                                   |                                    |                                  | Trevor Devall (x)        |                                   |
| Dr. Harold Goldblum             |                                |                                   |                                    |                                  | Rob Paulsen (x)          |                                   |
| Min & Max                       |                                |                                   |                                    |                                  | Rob Paulsen (x)          |                                   |
| Michael J. Carter Booster Gold  |                                |                                   |                                    |                                  | Bruce Timm               |                                   |

### Direkt till DVD-filmer
| Rollfigur                      | Film                     | Film                               | Film                             | Film                                | Film                                  | Film                    | Film                                         | Film               | Film                                    | Film |
| Rollfigur                      | The Batman vs. Dracula   | Batman Unlimited: Animal Instincts | Batman Unlimited: Monster Mayhem | Batman Unlimited: Mechs vs. Mutants | Batman: Return of the Caped Crusaders | Batman vs. Two-Face     | Scooby-Doo! & Batman: The Brave and the Bold | Batman Ninja       | Batman vs. Teenage Mutant Ninja Turtles |      |
| ------------------------------ | ------------------------ | ---------------------------------- | -------------------------------- | ----------------------------------- | ------------------------------------- | ----------------------- | -------------------------------------------- | ------------------ | --------------------------------------- | ---- |
| Rollfigur                      | 2005                     | 2015                               | 2015                             | 2016                                | 2016                                  | 2017                    | 2018                                         | 2018               | 2019                                    |      |
| ROLLISTA                       |                          |                                    |                                  |                                     |                                       |                         |                                              |                    |                                         |      |
| Bruce Wayne Batman             | Rino Romano              | Roger Craig Smith                  | Roger Craig Smith                | Roger Craig Smith                   | Adam West                             | Adam West               | Diedrich Bader                               | Roger Craig Smith  | Troy Baker                              |      |
| Alfred Pennyworth              | Alastair Duncan          | Alastair Duncan                    | Alastair Duncan                  | Alastair Duncan                     | Steven Weber                          | Steven Weber            |                                              | Adam Croasdell     |                                         |      |
| Joker                          | Kevin Michael Richardson |                                    | Troy Baker                       | Troy Baker                          | Jeff Bergman                          | Jeff Bergman            | Jeff Bennett                                 | Tony Hale          | Troy Baker                              |      |
| Oswald Cobblepot The Penguin   | Tom Kenny                | Dana Snyder                        |                                  | Dana Snyder                         | William Salyers                       | William Salyers         | Tom Kenny                                    | Tom Kenny          | Tom Kenny                               |      |
| Count Dracula                  | Peter Stormare           |                                    |                                  |                                     |                                       |                         |                                              |                    |                                         |      |
| Vicki Vale                     | Tara Strong              |                                    |                                  |                                     |                                       |                         |                                              |                    |                                         |      |
| Dick Grayson Robin/Nightwing   |                          | Will Friedle                       | Will Friedle                     | Will Friedle                        | Burt Ward                             | Burt Ward               |                                              | Adam Croasdell     |                                         |      |
| James Gordon                   |                          | Richard Epcar                      | Richard Epcar                    | Richard Epcar                       | Jim Ward                              | Jim Ward                |                                              |                    |                                         |      |
| Oliver Queen Green Arrow       |                          | Chris Diamantopoulos               | Chris Diamantopoulos             | Chris Diamantopoulos                |                                       |                         |                                              |                    |                                         |      |
| Tim Drake Red Robin            |                          | Yuri Lowenthal                     | Yuri Lowenthal                   |                                     |                                       |                         |                                              | Yuri Lowenthal     |                                         |      |
| Gladys Windsmere               |                          | Amanda Troop (x)                   | Amanda Troop (x)                 |                                     |                                       |                         |                                              |                    |                                         |      |
| Waylon Jones Killer Croc       |                          | John DiMaggio                      |                                  | John DiMaggio                       |                                       |                         |                                              |                    |                                         |      |
| Kirk Langstrom Man-Bat         |                          | Phil LaMarr                        |                                  | Phil LaMarr                         |                                       |                         |                                              |                    |                                         |      |
| Barry Allen Flash              |                          | Charlie Schlatter                  |                                  |                                     |                                       |                         |                                              |                    |                                         |      |
| Barbara Ann Minerva Cheetah    |                          | Laura Bailey                       |                                  |                                     |                                       |                         |                                              |                    |                                         |      |
| Silverclaw                     |                          | Keith Szarabajka (x)               |                                  |                                     |                                       |                         |                                              |                    |                                         |      |
| Basil Karlo Clayface           |                          |                                    | Dave B. Mitchell                 | Dave B. Mitchell                    |                                       |                         | Kevin Michael Richardson                     |                    |                                         |      |
| Victor Stone Cyborg            |                          |                                    | Khary Payton                     |                                     |                                       |                         |                                              |                    |                                         |      |
| Silas Stone                    |                          |                                    | Cedric Yarbrough                 |                                     |                                       |                         |                                              |                    |                                         |      |
| Jonathan Crane Scarecrow       |                          |                                    | Brian T. Delaney                 |                                     |                                       |                         |                                              |                    |                                         |      |
| Victor Stone Silver Banshee    |                          |                                    | Siobhan McDougal                 |                                     |                                       |                         |                                              |                    |                                         |      |
| Solomon Grundy                 |                          |                                    | Fred Tatasciore                  |                                     |                                       |                         |                                              |                    |                                         |      |
| Gogo Shoto                     |                          |                                    | Noel Fisher (x)                  |                                     |                                       |                         |                                              |                    |                                         |      |
| Houston Raines                 |                          |                                    | Eric Bauza (x)                   |                                     |                                       |                         |                                              |                    |                                         |      |
| Damian Wayne Robin             |                          |                                    |                                  | Lucien Dodge                        |                                       |                         |                                              | Yuri Lowenthal     | Ben Giroux                              |      |
| Harvey Dent Two-Face           |                          |                                    |                                  | Troy Baker                          |                                       | William Shatner         |                                              | Eric Bauza         |                                         |      |
| Victor Fries Mister Freeze     |                          |                                    |                                  | Oded Fehr                           |                                       |                         | John DiMaggio                                |                    | John DiMaggio                           |      |
| Bane                           |                          |                                    |                                  | Carlos Alazraqui                    |                                       |                         |                                              | Kenta Miyake       | Carlos Alazraqui                        |      |
| Jervis Tetch Mad Hatter        |                          |                                    |                                  | Troy Baker                          |                                       |                         |                                              |                    |                                         |      |
| Sam Lane                       |                          |                                    |                                  | John DiMaggio                       |                                       |                         |                                              |                    |                                         |      |
| Thomas Elliot Hush             |                          |                                    |                                  | Dave B. Mitchell                    |                                       |                         |                                              |                    |                                         |      |
| Chemo                          |                          |                                    |                                  | Dave B. Mitchell                    |                                       |                         |                                              |                    |                                         |      |
| Selina Kyle Catwoman           |                          |                                    |                                  |                                     | Julie Newmar                          | Julie Newmar            | Nika Futterman                               | Grey DeLisle       |                                         |      |
| Edward Nashton The Riddler     |                          |                                    |                                  |                                     | Wally Wingert                         | Wally Wingert           | John Michael Higgins                         |                    |                                         |      |
| Miles O'Hara                   |                          |                                    |                                  |                                     | Thomas Lennon (x)                     | Thomas Lennon (x)       |                                              |                    |                                         |      |
| Warden Crichton                |                          |                                    |                                  |                                     | Thomas Lennon (x)                     | Thomas Lennon (x)       |                                              |                    |                                         |      |
| Harriet Cooper                 |                          |                                    |                                  |                                     | Lynne Marie Stewart (x)               | Lynne Marie Stewart (x) |                                              |                    |                                         |      |
| Miranda Moore                  |                          |                                    |                                  |                                     | Sirena Irwin (x)                      |                         |                                              |                    |                                         |      |
| Harleen Quinzel Harley Quinn   |                          |                                    |                                  |                                     |                                       | Sirena Irwin            | Tara Strong                                  | Tara Strong        | Tara Strong                             |      |
| Hugo Strange                   |                          |                                    |                                  |                                     |                                       | Jim Ward                |                                              |                    |                                         |      |
| William McElroy King Tut       |                          |                                    |                                  |                                     |                                       | Wally Wingert           |                                              |                    |                                         |      |
| Bookworm                       |                          |                                    |                                  |                                     |                                       | Jeff Bergman            |                                              |                    |                                         |      |
| Desmond Dumas                  |                          |                                    |                                  |                                     |                                       | Jeff Bergman (x)        |                                              |                    |                                         |      |
| Lucilee Diamond                |                          |                                    |                                  |                                     |                                       | Lee Meriwether (x)      |                                              |                    |                                         |      |
| Pamela Isley Poison Ivy        |                          |                                    |                                  |                                     |                                       |                         | Tara Strong                                  | Tara Strong        | Tara Strong                             |      |
| Scooby-Doo                     |                          |                                    |                                  |                                     |                                       |                         | Frank Welker                                 |                    |                                         |      |
| Fred Jones                     |                          |                                    |                                  |                                     |                                       |                         | Frank Welker                                 |                    |                                         |      |
| Shaggy Rogers                  |                          |                                    |                                  |                                     |                                       |                         | Matthew Lillard                              |                    |                                         |      |
| Daphne Blake                   |                          |                                    |                                  |                                     |                                       |                         | Grey DeLisle                                 |                    |                                         |      |
| Velma Dinkley                  |                          |                                    |                                  |                                     |                                       |                         | Kate Micucci                                 |                    |                                         |      |
| Arthur Curry Aquaman           |                          |                                    |                                  |                                     |                                       |                         | John DiMaggio                                |                    |                                         |      |
| Dinah Drake Black Canary       |                          |                                    |                                  |                                     |                                       |                         | Grey DeLisle                                 |                    |                                         |      |
| J'onn J'onzz Martian Manhunter |                          |                                    |                                  |                                     |                                       |                         | Nicholas Guest                               |                    |                                         |      |
| Patrick O'Brian Plastic Man    |                          |                                    |                                  |                                     |                                       |                         | Tom Kenny                                    |                    |                                         |      |
| Detective Chimp                |                          |                                    |                                  |                                     |                                       |                         | Kevin Michael Richardson                     |                    |                                         |      |
| Charles Szasz Question         |                          |                                    |                                  |                                     |                                       |                         | Jeffrey Combs                                |                    |                                         |      |
| Leo Scarlett Crimson Cloak     |                          |                                    |                                  |                                     |                                       |                         | Sam Riegel (x)                               |                    |                                         |      |
| Leo Scarlett Crimson Cloak     | John DiMaggio            |                                    |                                  |                                     |                                       |                         |                                              |                    |                                         |      |
| Sam Scarlett                   |                          |                                    |                                  |                                     |                                       |                         | Jeffrey Combs (x)                            |                    |                                         |      |
| Harvey Bullock                 |                          |                                    |                                  |                                     |                                       |                         | Fred Tatasciore                              |                    |                                         |      |
| Achilles Milo                  |                          |                                    |                                  |                                     |                                       |                         | Sam Riegel                                   |                    |                                         |      |
| Gorilla Grodd                  |                          |                                    |                                  |                                     |                                       |                         |                                              | Fred Tatasciore    |                                         |      |
| Slade Wilson Deathstroke       |                          |                                    |                                  |                                     |                                       |                         |                                              | Fred Tatasciore    |                                         |      |
| Eian                           |                          |                                    |                                  |                                     |                                       |                         |                                              | Matthew Yang King  |                                         |      |
| Monkichi                       |                          |                                    |                                  |                                     |                                       |                         |                                              | Anna Mugiho (x)    |                                         |      |
| Monmi                          |                          |                                    |                                  |                                     |                                       |                         |                                              | Juri Nagatsuma (x) |                                         |      |
| Raphael                        |                          |                                    |                                  |                                     |                                       |                         |                                              |                    | Darren Criss                            |      |
| Michelangelo                   |                          |                                    |                                  |                                     |                                       |                         |                                              |                    | Kyle Mooney                             |      |
| Donatello                      |                          |                                    |                                  |                                     |                                       |                         |                                              |                    | Baron Vaughn                            |      |
| Leonardo                       |                          |                                    |                                  |                                     |                                       |                         |                                              |                    | Eric Bauza                              |      |
| Barbara Gordon Batgirl         |                          |                                    |                                  |                                     |                                       |                         |                                              |                    | Rachel Bloom                            |      |
| Ra's al Ghul                   |                          |                                    |                                  |                                     |                                       |                         |                                              |                    | Cas Anvar                               |      |